# Tsausberge
Die Tsausberge (englisch Tsaus Mountains) sind ein Bergmassiv im Tsau-ǁKhaeb-(Sperrgebiet)-NationalparkKlicklaut (ehemals Diamantensperrgebiet) im Südwesten Namibias. Es erreicht mit dem namensgebenden Gipfel Tsaus eine Höhe von 1107 m. Aus der Luft von Norden gesehen haben die Berge die Form des kleinen griechischen Buchstabens Omega ω. Die Tsausberge haben eine horizontale Schichtstruktur und ihre Ausdehnung ist etwa 11 km auf 11 km.

## Geographie und Geschichte
Das Massiv ist an mehreren Stellen von Sand, der bei starken Sandstürmen auf den Berg getragen wird, zugedeckt. Der durchschnittliche jährliche Niederschlag in diesem Teil der Namib beträgt nur wenige Millimeter. Die im Massiv vorkommenden Büsche überleben nur dank des Nebels, der sich von Zeit zu Zeit über dem kalten Atlantik bildet und tagsüber weit ins Landesinnere driftet. Die einzelnen Kameldornbäume beziehen ihr Wasser aus tiefen unterirdischen Wasseransammlungen (Kamdeldornbäume haben Wurzeln, die bis in 60 m Tiefe reichen). Diese liegen meist unter Flussbetten, die oft nur im Abstand von Jahren Wasser führen.
Im Jahr 1995 entdeckten Steven Hammer und Kameraden auf einer botanischen Expedition in den Tsausbergen eine bisher unbekannte Art von Lithops, die sie auf Grund der Abgeschiedenheit im Sperrgebiet Lithops hermetica nannten.

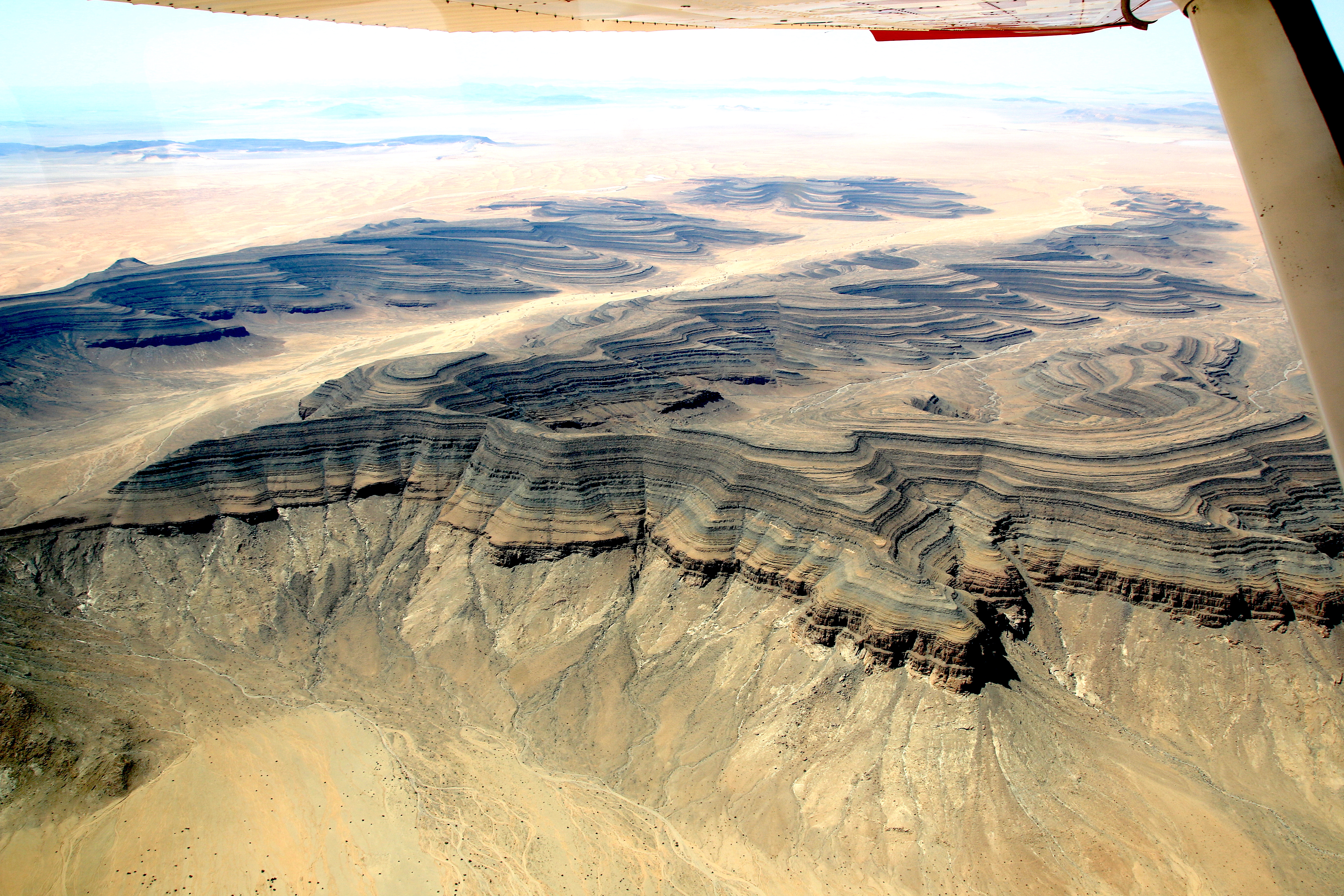
Tsausberge aus der Vogelperspektive mit Blick Richtung Südost (2018)